# Bernd Radtke (Fotograf)

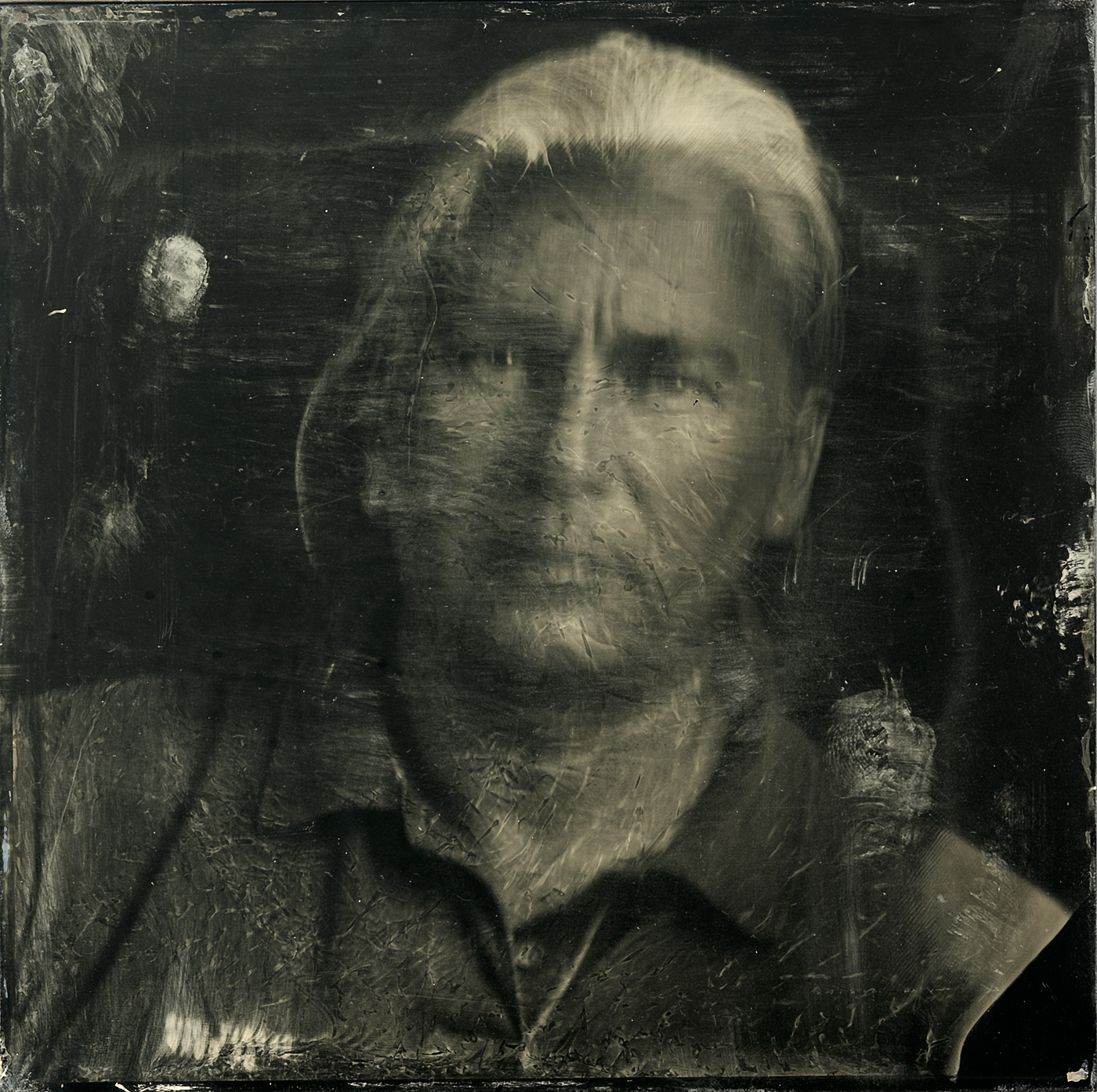
Bernd Radtke-Selbstportrait 2011

Bernd Radtke (* 1960 in Aachen) ist ein deutscher Fotograf und Künstler.

## Leben und Wirken
Nach der Schule absolvierte Radtke zunächst eine Lehre bei der Deutschen Bundesbahn (DB) zum Maschinenschlosser. Danach erlangte er auf dem 2. Bildungsweg die Fachhochschulreife, mit der er sich an der Fachhochschule Köln zum Studium für Fotoingenieurwesen einschrieb. Nach sechs Semestern beendete er das Studium und absolvierte bis 1992 eine Ausbildung zum Fotografenmeister.
Seit 1985 lebt und arbeitet Radtke als freischaffender, künstlerischer Fotograf in Aachen. 1992 gründete er gemeinsam mit Rüdiger Franke das Studio 9 in Aachen, das bis 2012 als Studio für Werbung und fotografische Projekte existierte. Im Jahr 1998 gewann er mit Studio 9 den Multimedia Award der IHK Aachen.
Seit 2012 hat Radtke die künstlerische Fotografie zum Hauptschwerpunkt seiner Tätigkeit gemacht. Bereits seit 1986 befasste er sich mit den Möglichkeiten der digitalen Bildaufzeichnung, Bildbearbeitung und -wiedergabe. Im Laufe der Jahre hat er für ILFORD und EPSON beratend gearbeitet und für PHASE ONE Prototypen wie das Achromatic Back und diverse Objektive getestet.
Darüber hinaus befasste er sich mit historischen Techniken wie zum Beispiel dem Nass-Kollodium-Verfahren, ein 1850/1851 von Frederick Scott Archer und Gustave Le Gray entwickeltes fotografisches Verfahren, das er für seine künstlerische Arbeit verwendet. Das Zusammenwirken von langer Belichtungszeit, Komplexität und Unberechenbarkeit des Verfahrens erzeugt dabei besondere Unikate.
Seit 1997 beschäftigte sich Radtke mit dem digitalen Kunstdruck über großformatige Tintenstrahldrucker. Radtke ist seit 2009 zertifizierter Digigraphie by Epson Artist und Labor. Hier werden digitale Werke wie zum Beispiel Fotografien unter einheitlichen Produktionsstandards in limitierter Auflage gedruckt und durch den Künstler legitimiert.
Aufgrund seiner Verdienste um die Fotografie war Radtke im Jahr 2012 in die Deutsche Gesellschaft für Photographie e. V. (DGPh) aufgenommen worden.
Von 2009 bis 2010 widmete er sich gemeinsam mit Martin Blume dem Buchprojekt „Der Mainzer Dom – Bilder einer Kathedrale“.
Im Jahr 2017 gewann er den Digigraphie-Fotowettbewerb von Epson Letztes Licht.

## Ausstellungen (Auswahl)
- 2020 Weltwassertag, Stadtbad, Aachen wegen COVID-19 nur onlineProgramm mit Radtkes Kunstfilm panta rhei[3]
- 2020 Stierkreiszeichen gemeinsam mit Karl von Monschau Schloss Burgau[4]
- 2019 Geschenkt – Gesammelt von Wolfgang Becker Stadtbad, Aachen[5]
- 2019 Summer '19, C. Grimaldis Gallery, Baltimore, MD USA
- 2019 Ultreïa – auf den Spuren der Jakobspilger, Kulturwerk, Aachen[6]
- 2019 Objektiv projektartgalerie Bielefeld[7]
- 2018 doppelbelichtung, Forum für Kunst und Kultur in der Euregio, Herzogenrath[8]
- 2018 Gier, City-Kirche, Aachen[9]
- 2018 Europäische Vereinigung bildender Künstler (EVBK), Jahresausstellung 2018 Regino-Gymnasium Prüm sowie Sonderausstellung 2018 Beaufort, Luxemburg
- 2018 Innerhalb & Außerhalb, Kunst in der MozARTstraße, Kulturamt Stadt Aachen[10]
- 2018 In geheimer Passion – Eine Versuchsanordnung, Künstler-Forum Schloss Zweibrüggen e. V., Übach-Palenberg[11]
- 2017 Ultreia, Epson Galerie Zingst
- 2016 Bernd Radtke, Photograph, Forum für Kunst und Kultur Herzogenrath[12]
- 2015 WITHIN / WITHOUT, Grimaldis Gallery, Baltimore MA, USA
- 2014 Der Raum spielt für sich selbst Theater, Schleswig-Holstein-Haus, Schwerin[13]
- 2014 Landschaft heute, Kunstverein Art bv Berchtoldvilla, Salzburg, Österreich
- 2013 gestern war heute erst morgen, Museum Zinkhütter Hof, Stolberg[14]
- 2013 Intecambio, Xàbia, Spanien
- 2012 lebensspuren – eine künstlerische Auseinandersetzung mit dem Alter(n), Bischöfliche Akademie des Bistums Aachen
- 2012 Behind Walls, C. Grimaldis Gallery, Baltimore MA, USA
- 2011 Die anderen 10, NAK – Neuer Aachener Kunstverein, Aachen
- 2011 Nature Morte, Kulturwerk Aachen e.V. Aachen
- 2011 En Passant, Südpfälzische Kunstgilde e.V. Bad Bergzabern
- 2007 Defense de couche, Eröffnungsausstellung Galerie 45, Aachen
- 2005 Echos, Forum für Kunst und Kultur Herzogenrath in der Euregio e.V.

## Publikationen
- mit Blume, Martin: Der Dom zu Mainz. Bilder einer Kathedrale Verlag: Stiftung Hoher Dom zu Mainz, 2009, ISBN 978-3-935647-46-5
- Früher war mehr Wald, Sonderedition zur Kunstroute, 2020, ISBN 978-1-71-549420-9